# Церковь Усекновения Главы Иоанна Предтечи (Афинеево)
Храм Усекновения Главы Иоанна Предтечи (Иоаннопредтеченская церковь) — православный храм в деревне Афинеево Наро-Фоминского городского округа Московской области. Относится к Наро-Фоминскому благочинию Одинцовской епархии Русской православной церкви.

## История
Строительство каменной церкви в селе Афинееве было начато в 1704 году Михаилом Протасьевым на средства его отца, Александра Петровича Протасьева, и закончено через 5 лет. 4 ноября 1709 г. были 
…выданы два антиминса, по благословенной грамоте в Московский уезд, в село Афинеево, в новопостроенную церковь Иоанна Предтечи, да в предел Алексия Митрополита, Китайского сорока, староста поповской, Николаевский поп Феодор Яковлев взял два антиминса и росписался.
 Это было здание типа восьмерик на четверике, в стиле московского барокко.
В 1779 году новый владелец села, Захар Егорович Волынский, сменил на храме главу и покрыл церковь железом. Немного позже, в 1780-х годах, церковь была реконструирована в стиле псевдоготики: вместо прежней колокольни сооружена новая, произведена надстройка апсиды северного придела и выстроен четырёхколонный портик. Придел св. Алексия переосвятили в придел Казанской иконы Божией Матери.
Последним владельцем Афинеева был основатель театрального музея в Москве Алексей Александрович Бахрушин.
В советское время храм не закрывали.